# هانا تامه‌گای
هانا تامه‌گای (انگلیسی: Hana Tamegai؛ زادهٔ ۲۰ سپتامبر ۱۹۹۷) صداپیشه اهل ژاپن است. وی از سال ۲۰۱۶ میلادی تاکنون مشغول فعالیت بوده‌است.